# England expects that every man will do his duty

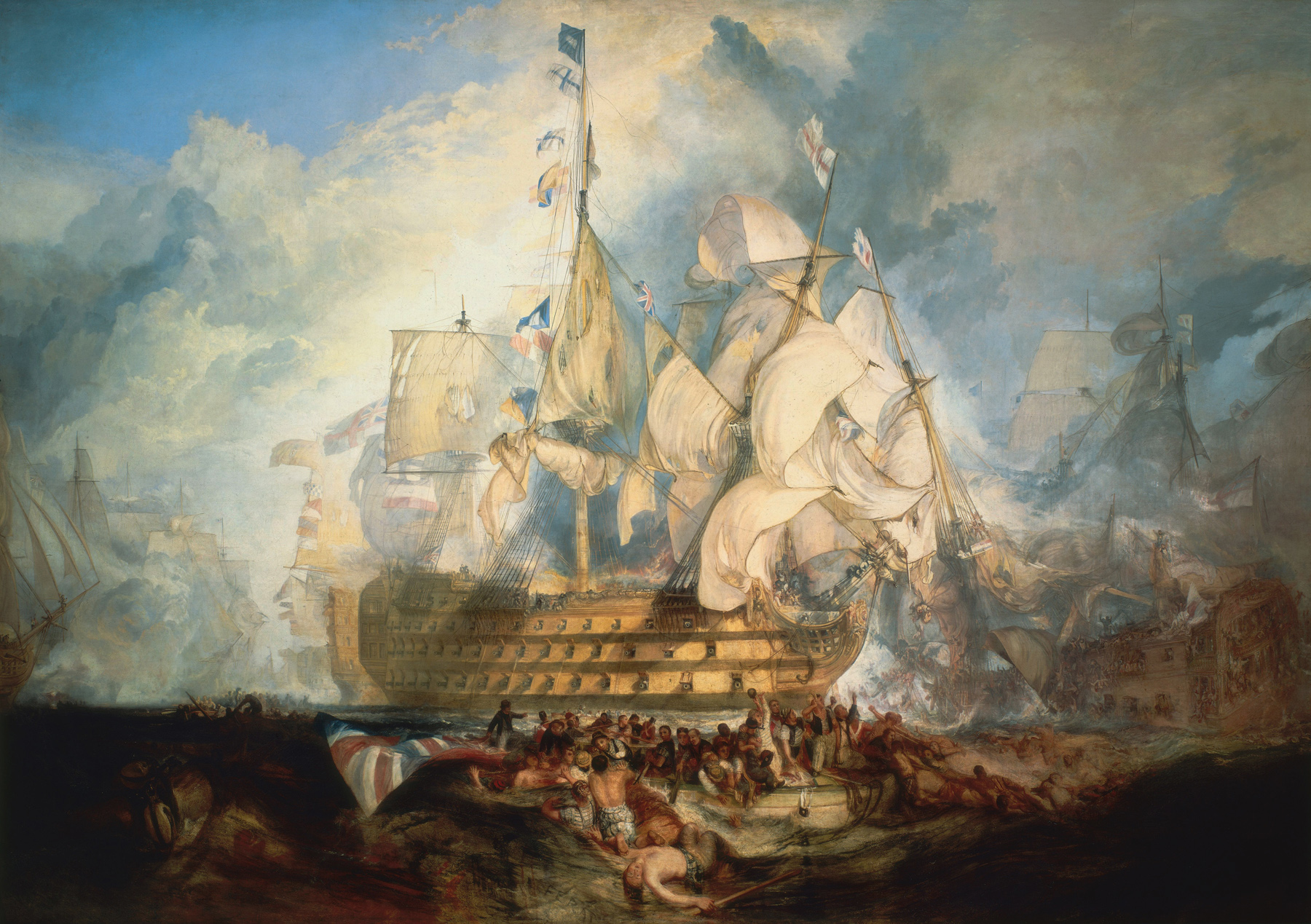
Obraz Bitwa pod Trafalgarem pędzla Wiliam Turnera (1822–1824) pokazuje ostatnie trzy litery słynnego sygnału zawieszonego na HMS „Victory”.

„England expects that every man will do his duty” (pol. Anglia oczekuje, że każdy człowiek wypełni swój obowiązek) – sygnał nadany przez Admirała Horacego Nelsona z jego okrętu flagowego HMS „Victory” w dniu 21 października 1805, tuż przed rozpoczęciem bitwy pod Trafalgarem. Bitwa ta była decydującym starciem morskim podczas wojen napoleońskich. Zapewniła Zjednoczonemu Królestwu Wielkiej Brytanii i Irlandii niekwestionowaną supremację na morzach, usuwając jakąkolwiek możliwość francuskiej inwazji i podboju Wielkiej Brytanii. Chociaż po bitwie narosło wiele nieporozumień wokół dokładnego doboru słów użytych w sygnale, znaczenie zwycięstwa i śmierć Nelsona podczas bitwy, doprowadziły do tego że fraza ta zaczęła głęboko osadzać się w angielskiej świadomości, i jest często cytowana, parafrazowana i przytaczana aż do dziś.

## Sygnały podczas bitwy

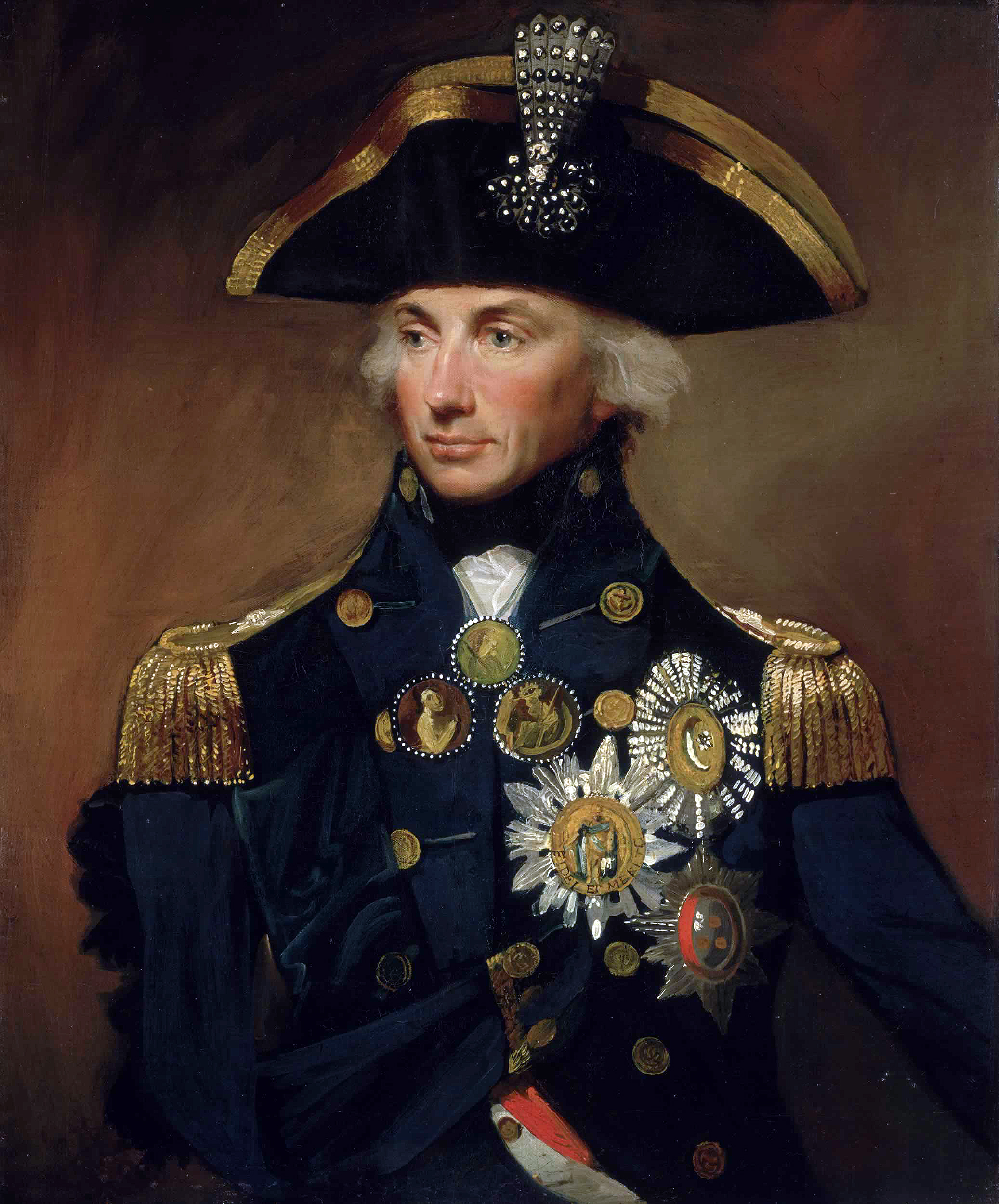
Admirał Horatio Nelson

Jak tylko brytyjska flota zbliżyła się do sił przeciwnika – połączonych flot Francji i Hiszpanii, lord Nelson nakazał przekazać wszelkie niezbędne instrukcje bitewne dla swych okrętów. Jednakże, będąc świadomym wagi i historyczności nadchodzących wydarzeń, Nelson poczuł, że sytuacja wymaga dodania czegoś więcej. Po namyśle stwierdził, że przekaże flocie sygnał: „Nelson confides that every man will do his duty.”, jednakże jeden z oficerów taktownie zasugerował ażeby użyć słowa England zamiast Nelson, a admirał zaakceptował to z przyjemnością. Następnie poinstruował swojego oficera łączności, porucznika Johna Pasco, aby przekazał flocie, tak szybko jak tylko to możliwe, wiadomość: „England confides that every man will do his duty.” (Anglia jest pewna że każdy człowiek wypełni swój obowiązek.). Pasco zasugerował Nelsonowi ażeby słowo confides (pewność) zastąpić słowem expects (oczekiwanie), ponieważ to drugie figurowało w książce kodowej, podczas gdy confides musiało by być sygnalizowane litera po literze. Nelson zgodził się ze zmianą (nawet jeśli oczekiwanie jest wyrażeniem o mniejszym stopniu zaufania niż pewność):

Jego lordowska mość przyszedł do mnie na rufę, i po rozkazach wywieszenia oczywistych sygnałów, około 11:45, powiedział: „Panie Pasco, chciałbym przekazać flocie, ENGLAND CONFIDES THAT EVERY MAN WILL DO HIS DUTY' (ANGLIA JEST PEWNA ŻE KAŻDY CZŁOWIEK WYPEŁNI SWÓJ OBOWIĄZEK)” i dodał: „Musisz być szybki, bo mam jeszcze coś do przekazania a jest już tak blisko bitwy”. Odparłem: „Jeśli wasza lordowska mość pozwoli mi zamienić słowo zaufanie na słowo oczekiwanie sygnał wkrótce będzie nadany, ponieważ słowo expects znajduje się w słowniku, a confides musi być literowane”. Jego lordowska mość odparł, w pośpiechu i z dostrzegalną satysfakcją: „Niech tak będzie, Pasco, uczyń dokładnie tak”.

Użyto terminu Anglia, który był w tamtym czasie powszechnie używany w odniesieniu do całej Wielkiej Brytanii, jednak należy zaznaczyć, że w skład floty brytyjskiej wchodziły znaczące kontyngenty z Irlandii, Szkocji i Walii tak samo jak i z Anglii. W ten sposób, około godziny 11:45 dnia 21 października 1805 roku, nadany został najsłynniejszy sygnał morski w całej brytyjskiej historii. Precyzyjny czas nadania sygnału nie jest znany (jedna relacja cofa go nawet do godz. 10:30), jako że wiadomość powtarzano w obrębie całej floty a dzienniki pokładowe mogły być uzupełniane po bitwie, jednakże Pasco zanotował w swym pamiętniku czas jako „ok. kwadrans do południa” a zapiski z innych okrętów z tej samej linii również są bliskie tej godzinie.

Sygnał Horacego Nelsona został wywieszony za pomocą „Telegraphic Signals or Marine Vocabulary” Pophamsa. Słowo „duty” zostało sygnalizowane jak pokazano używając numerów od 1 do 25 przyporządkowanych literom alfabetu od A do Z, wyłączając J. Ponadto, w angielskim alfabecie w tamtych czasach V poprzedzało U.

Sygnał został nadany z użyciem numerycznego kodu flagowego znanego jako „Telegraphic Signals or Marine Vocabulary” (Telegraficzne Znaki lub Słownik Marynarski), opracowanego w 1800 przez kontradmirała Riggsa Pophama, i bazującego na stworzonym wcześniej przez admirała Lorda Howe’a. Kod ten przypisywał cyfry od 0 do 9 – dziesięciu flagom sygnałowym. Flagi te w różnych kombinacjach reprezentowały kody liczbowe których przypisane znaczenie było zawarte w książkach kodowych, znajdujących się na wszystkich okrętach Royal Navy i obciążonych ołowiem w celu szybkiego ich pozbycia się (poprzez wyrzucenie za burtę), na wypadek przechwycenia jakiegoś okrętu przez wroga. Uważa się, że kody flagowe były wywieszane na bezanie jeden po drugim, wraz z „flagą telegraficzną” która sygnalizowała, że używany jest kod Pophama. Słowo duty nie figurowało w książce kodowej, ale mimo to nie zostało zastąpione jak uczyniono to w przypadku słowa confides (dwa najbliższe znaczeniowo słowa best i utmost, nie uznano za odpowiednie), więc musiało być literowane, oznacza to że cała wiadomość wymagała dwunastu „wywieszeń”.

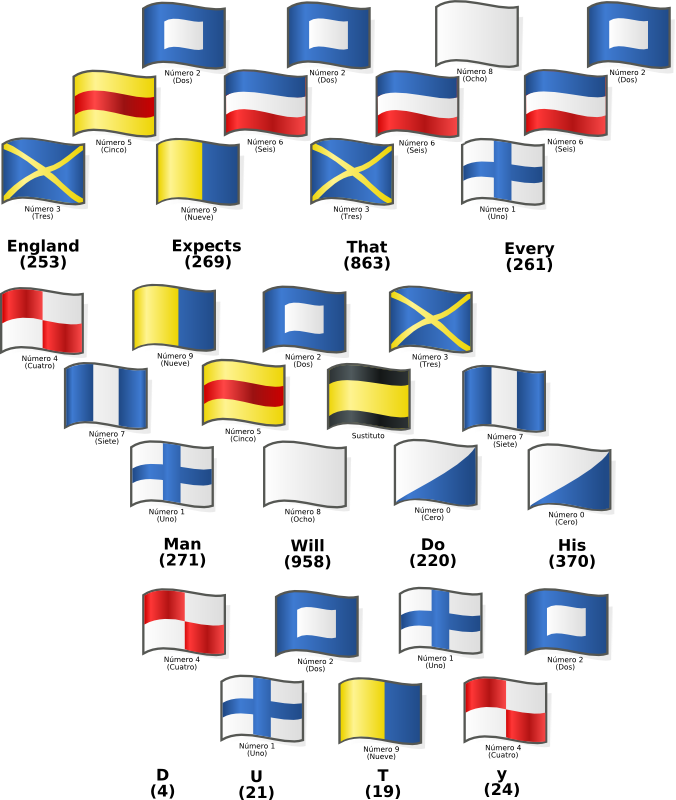
„England expects that every man will do his duty”

Szacuje się, że cała operacja mogła trwać około czterech minut. Grupa czterech do sześciu osób pod dowództwem por. Pasco, byłaby w stanie przygotować i zawiesić flagi na pokładzie okrętu flagowego Lorda Nelsona, HMS „Victory”. Wiadomość pokazuje jeden z braków kodu Paphama – nawet słowo składające się tylko z dwóch liter – do – wymagało wywieszenia aż trzech flag dla nadania sygnału. Raportowano, że wiadomość wywoływała wielką radość – wraz z wywieszeniem jej i rozprzestrzenianiem się w obrębie floty.
Wiadomość „engage the enemy more closely” była ostatnim sygnałem nadanym do floty przez Nelsona, wysłanym o godzinie 12:15, jeszcze zanim jakiekolwiek brytyjskie działo wystrzeliło w kierunku wroga. Wiadomość ta została wywieszona z użyciem flagi telegraficznej oraz flag 1 i 6. Nelson rozkazał aby sygnał wywiesić wysoko i utrzymywać w górze przez cały czas. Pozostał wzniesiony do czasu jego zniszczenia w ogniu walki.

## Po bitwie

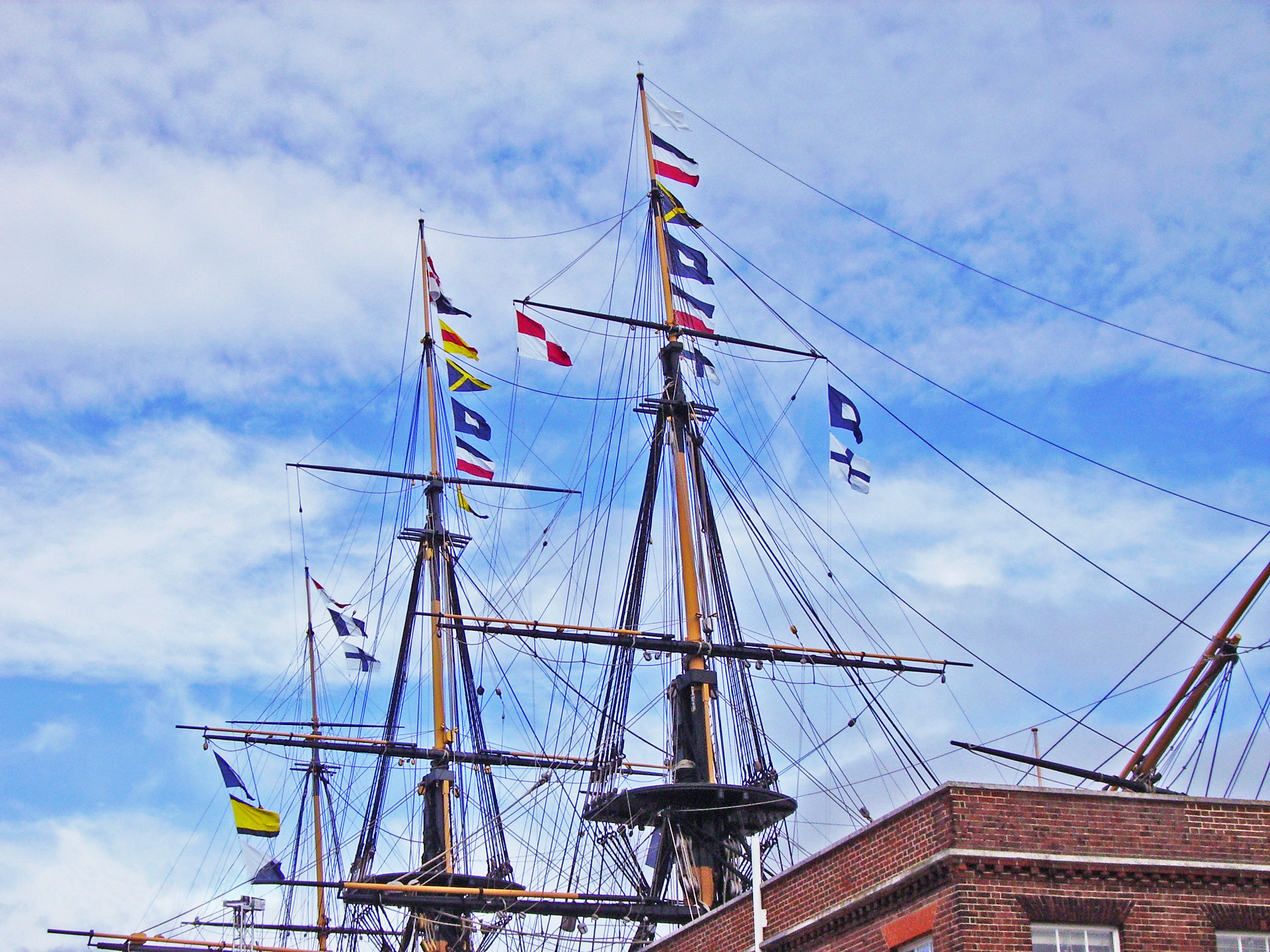
Sygnał Nelsona: „England expects that every man will do his duty”, wywieszony na okręcie „Victory” w dwusetlecie rocznicy bitwy pod Trafalgarem.

Prawie natychmiast, wiadomość zaczęła być przeinaczana. Kilka okrętów brytyjskiej floty odczytało sygnał jako „England expects every man to do his duty,” (pomijając that i zastępując will słowem to). Wersja ta stała się tak powszechna, że utrwalona jest na podstawie Kolumny Nelsona i na jego grobowcu w katedrze sw. Pawła w Londynie. Jednakże, dziennik pokładowy Victorii oraz zeznania oficera łączności Johna Pasco i Henry Blackwooda (kapitana fregaty Euryalus), obydwu obecnych podczas przygotowywania sygnału, są zgodne z wersją podaną tutaj. W 1811, tenor John Braham skomponował piosenkę, „The Death of Nelson” (pol. Śmierć Nelsona), zawierającą słowa użyte w sygnale. Piosenka stała się prawie natychmiast bardzo popularna i wykonywana była w XIX wieku na obszarze całego Imperium brytyjskiego. Aby dopasować słowa do rytmu piosenki, zostały one zmienione na „England expects that every man this day will do his duty” (pol. Anglia oczekuje że każdy człowiek wypełni tego dnia swój obowiązek). Ta wersja doboru słów również się utrwaliła.
Pomiędzy rokiem 1885 a 1908 wierzono, że sygnał został nadany z użyciem książki kodowej z 1799 roku, jak to wskazano w 1885 że nie była ona zmieniana do 1808. W 1908 odkryto, że Admiralicja w rzeczywistości zmieniła jednak książki kodowe w listopadzie 1803, po tym jak wersja z 1799 dostała się w ręce Francuzów, i nowa książka kodowa została wydana flocie Nelsona pod Kadyksem we wrześniu 1805. W rezultacie, prace historyczne opublikowane pomiędzy tymi datami (1885-1908) rekonstruują sygnał z użyciem niewłaściwych flag.
Sygnał jest ciągle wznoszony na Victorii, w jej suchym doku w Portsmouth, każdego roku podczas Trafalgar Day (rocznica bitwy pod Trafalgarem) 21 października o godzinie ósmej rano, jednakże wszystkie flagi kodowe wywieszane są naraz, od dziobu do rufy, a nie – po kolei na bezanie, jak odbywało się to w rzeczywistości.

## Podobne sygnały
Sławna wiadomość Nelsona była imitowana i parafrazowana wśród wielu innych flot na całym świecie. Napoleon Bonaparte rozkazał przetłumaczyć ją na język francuski, La France compte que chacun fera son devoir, aby można było ją wykorzystywać we francuskiej flocie. Na otwarciu bitwy pod Plattsburghiem we wrześniu 1814, komandor Thomas MacDonough z Marynarki Wojennej Stanów Zjednoczonych, gdy dowiedział się, że w pobliżu znajduje się brytyjska eskadra nakazał wywiesić sygnał Impressed seamen call on every man to do his duty (pol. Siłą wcieleni marynarze wzywają każdego człowieka do wypełnienia swojego obowiązku), odnosząc się do faktu iż przymusowy pobór amerykańskich marynarzy do floty brytyjskiej, był jedną z przyczyn wojny w 1812 roku. Przed bitwą pod Cuszimą (1905), japoński admirał Heihachirō Tōgō (który od 1871 przez siedem lat studiował żeglarstwo w Anglii) zawiadomił swoją flotę: Los Imperium zależy od tego wydarzenia. Pozwólmy każdemu człowiekowi zrobić wszystko co w jego mocy.

## Odniesienia w kulturze popularnej

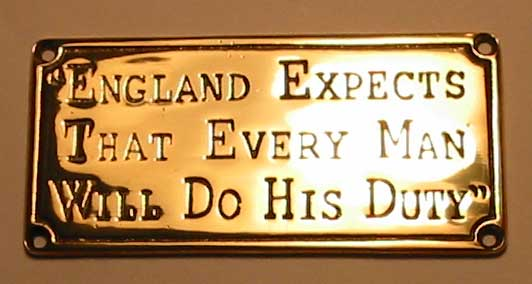
Tablica upamiętniająca sygnał Nelsona.

Fraza stała się powszechnie znana w Anglii – ze względu na nieprzemijającą chwałę Lorda Nelsona i znaczenie bitwy pod Trafalgarem w Historii Wielkiej Brytanii. Przez całe generacje angielskie dzieci uczono w szkołach o Trafalgarze, wraz z innymi przełomowymi momentami w angielskiej historii jak bitwa pod Hastings, Magna Charta Libertatum, spisek prochowy i bitwa o Anglię.
Charles Dickens cytuje ją w powieści Martin Chuzzlewit:
„...as the poet informs us, England expects Every man to do his duty, England is the most sanguine country on the face of the earth, and will find itself continually disappointed."
W Wyprawie na żmirłacza autorstwa Lewisa Carrolla, Bellman mówi:
„For England Expects – I forbear to proceed. Tis a maxim tremendous, but trite."
Na innym polu, została ona użyta przez Jamesa Joyce’a w jego powieści, Ulisses, która zawiera liczne, świadome powtórzenia nelsonowskiej wiadomości, włączając kilka takich które były celowo fragmentowane lub przeinaczone (nawet prowokacyjnie jak „Ireland expects every man will do his duty”).
W Stanach Zjednoczonych, były Sekretarz Marynarki, Gordon England, nosił krawat z flagami reprezentującymi tą słynną frazę podczas wizytacji okrętów. Fraza jest wypowiadana przez postać na tratwie w filmie „Szczęki 2”, udającą brytyjskiego admirała tuż przed atakiem rekinów.
Dziś „England expects...”, jako skrócona wersja frazy, jest często adaptowana do użytku przez media, w szczególności w sytuacjach kiedy oczekują one sukcesów angielskich drużyn sportowych. Stopień, w jakim sentencja ta powiązana jest ze sportem, świadczy tytuł ostatniej książki poświęconej reprezentacji Anglii w piłce nożnej autorstwa Jamesa Corbetta – England Expects. Dramat telewizyjny emitowany w szkockiej BBC również nosi taki tytuł.